# Scolopia zeyheri
Scolopia zeyheri är en videväxtart som först beskrevs av Christian Gottfried Daniel Nees von Esenbeck, och fick sitt nu gällande namn av Szyszyl.. Scolopia zeyheri ingår i släktet Scolopia och familjen videväxter. Inga underarter finns listade i Catalogue of Life.

## Bildgalleri

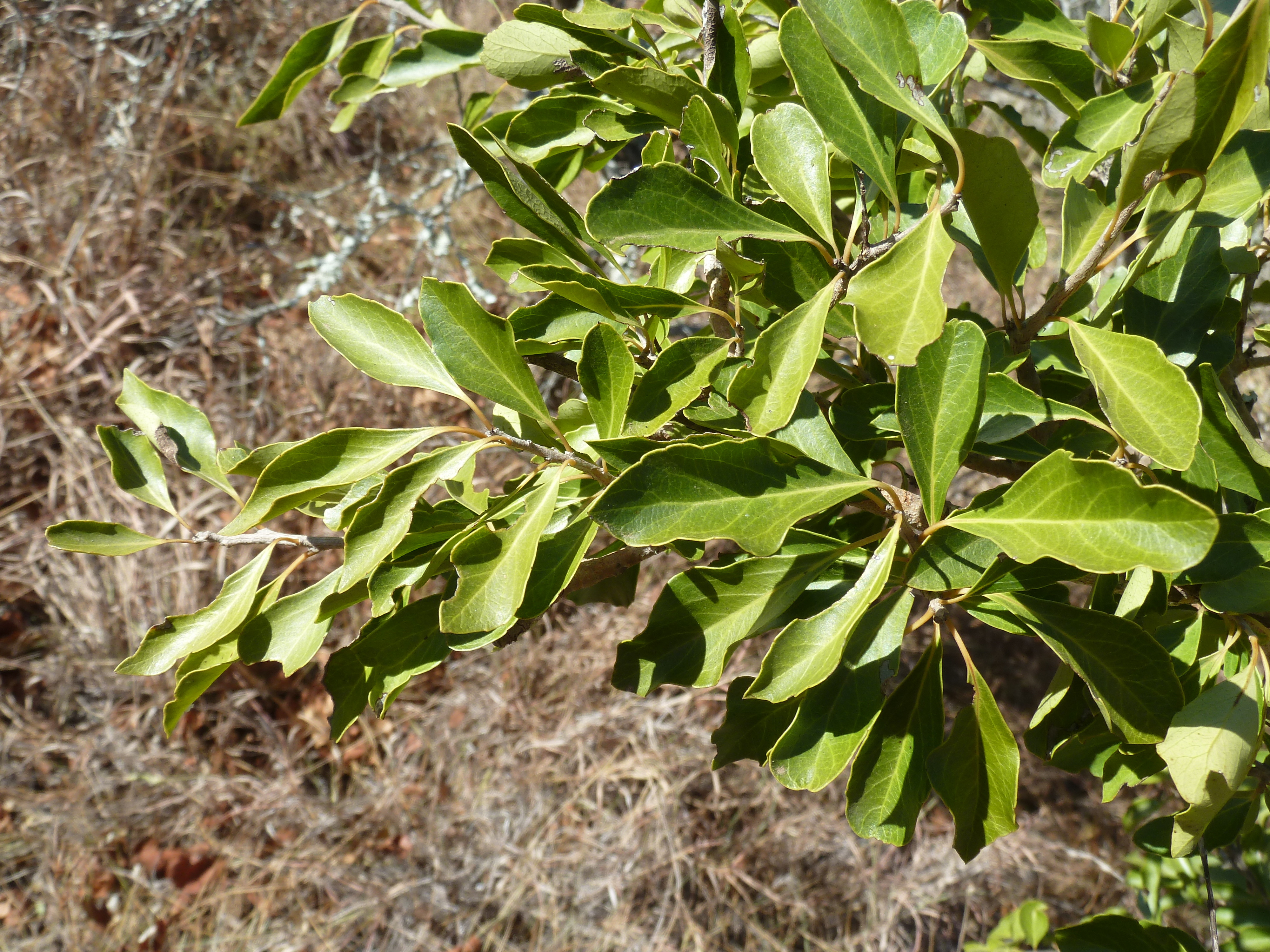
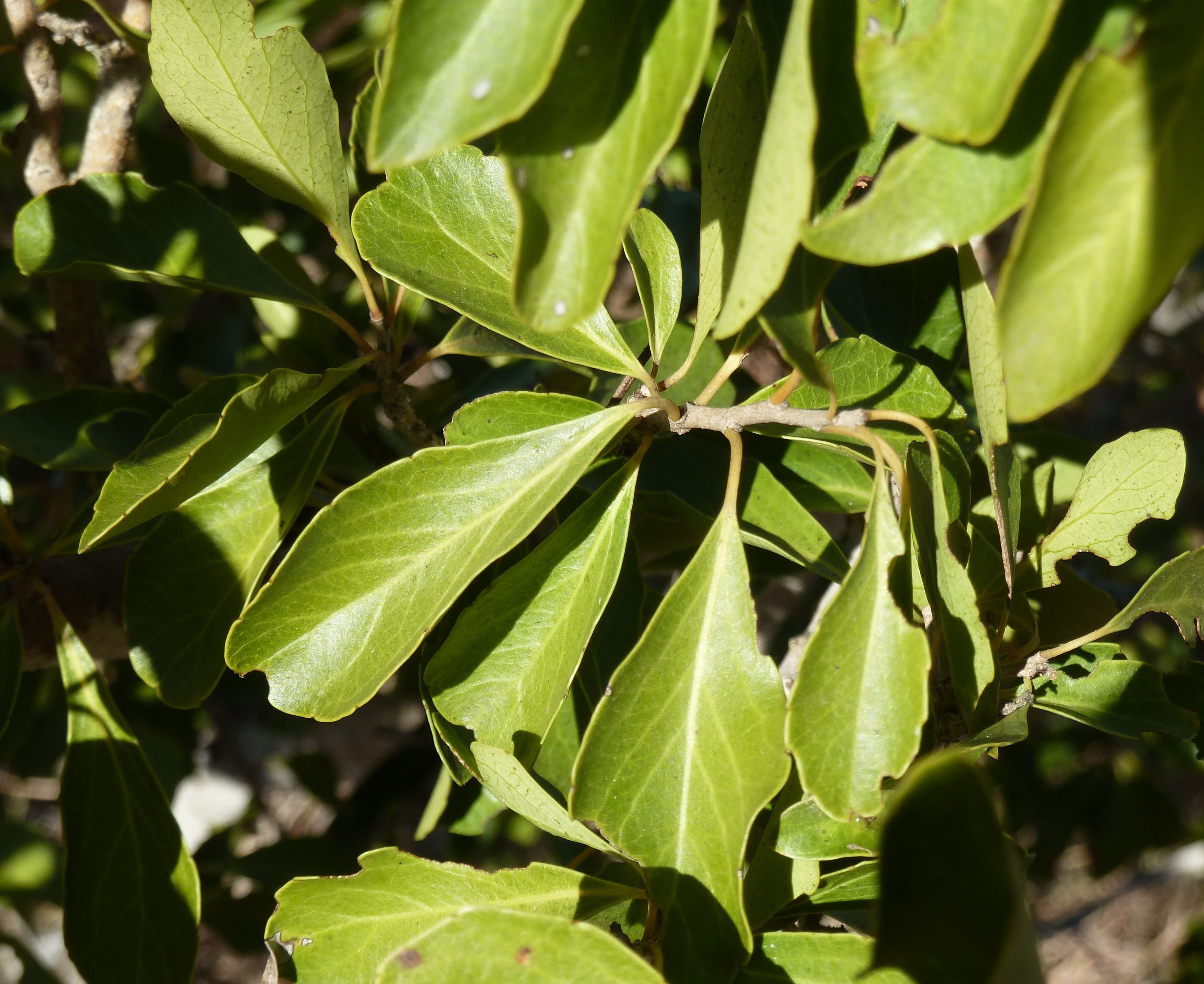
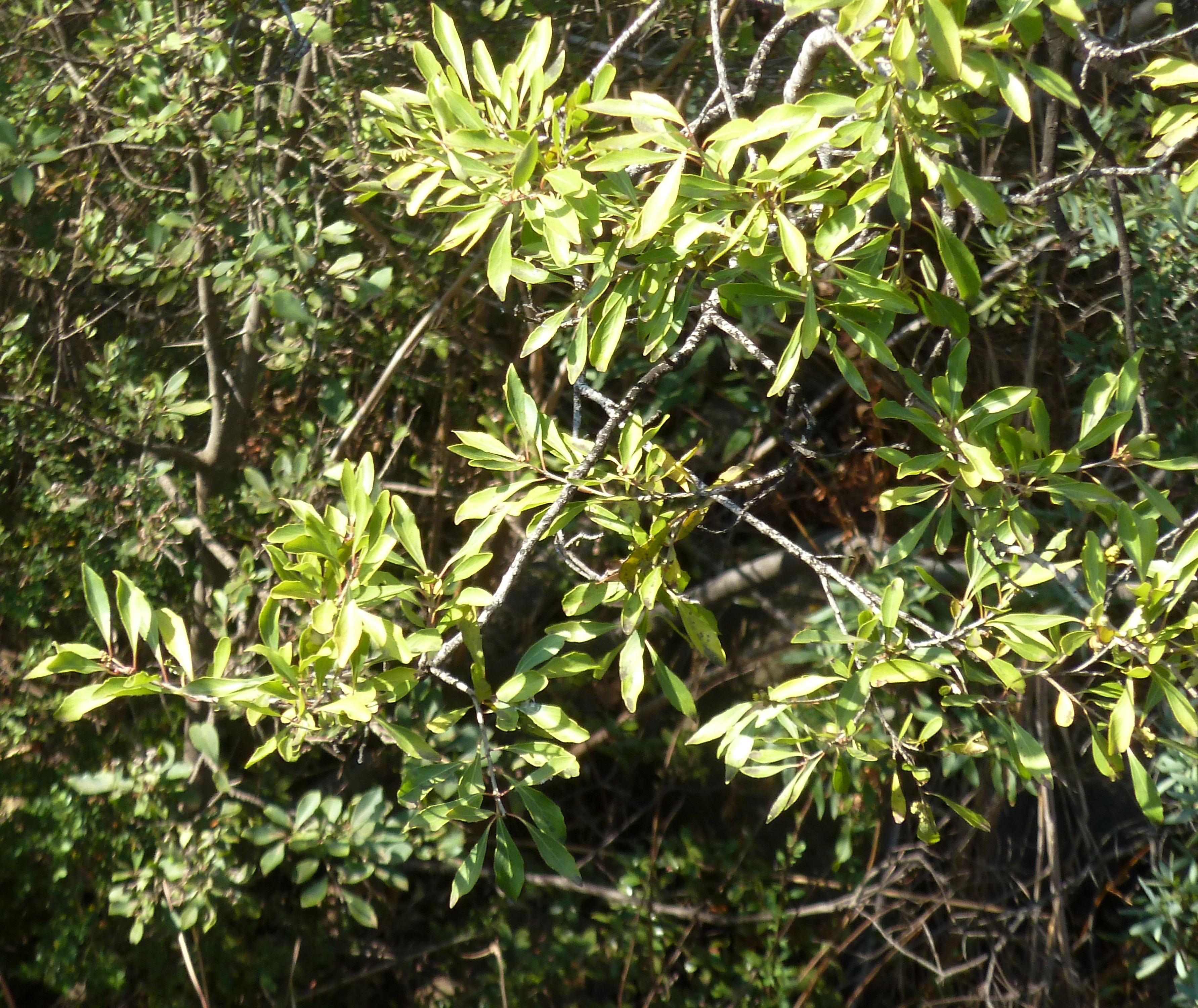
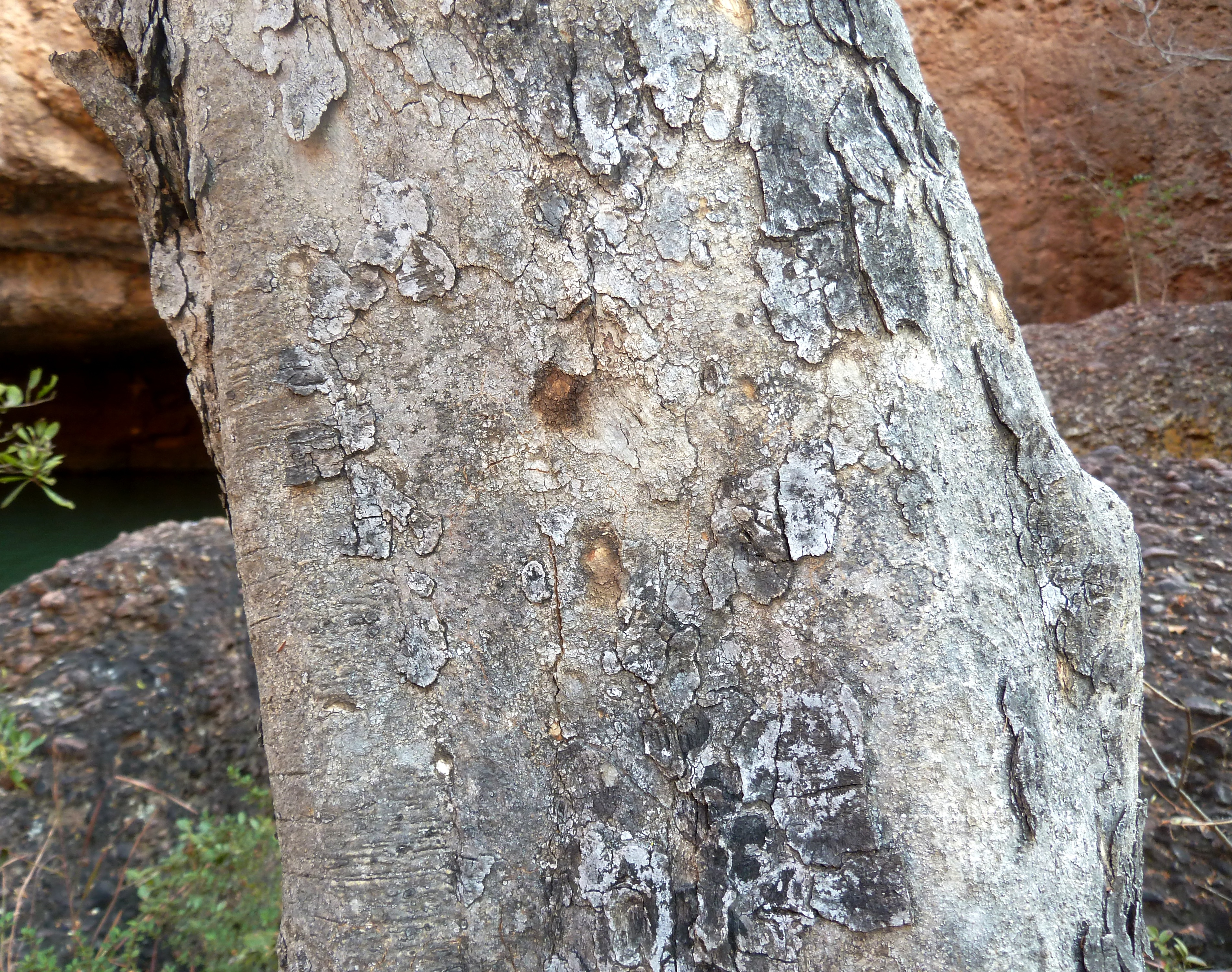
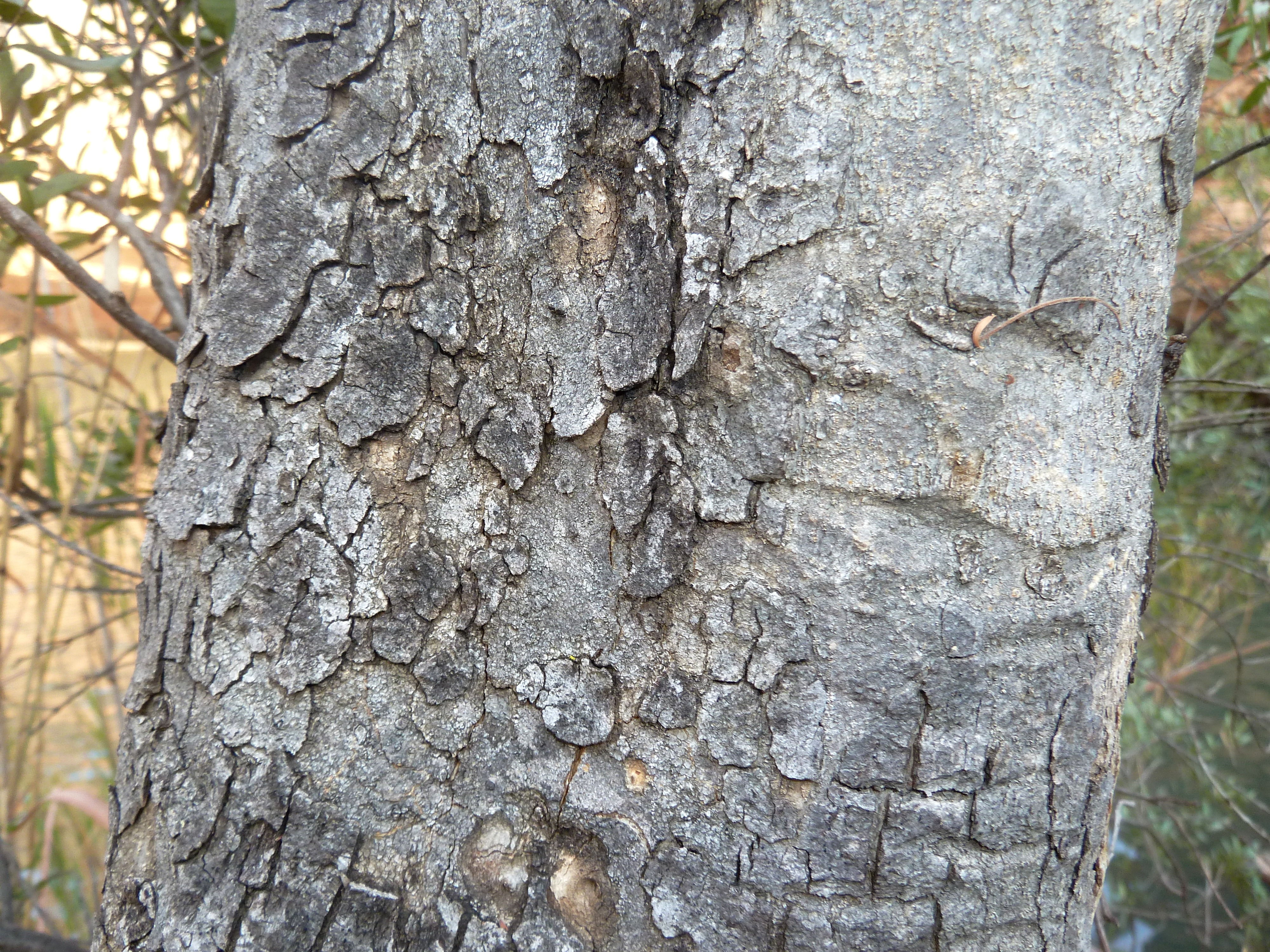
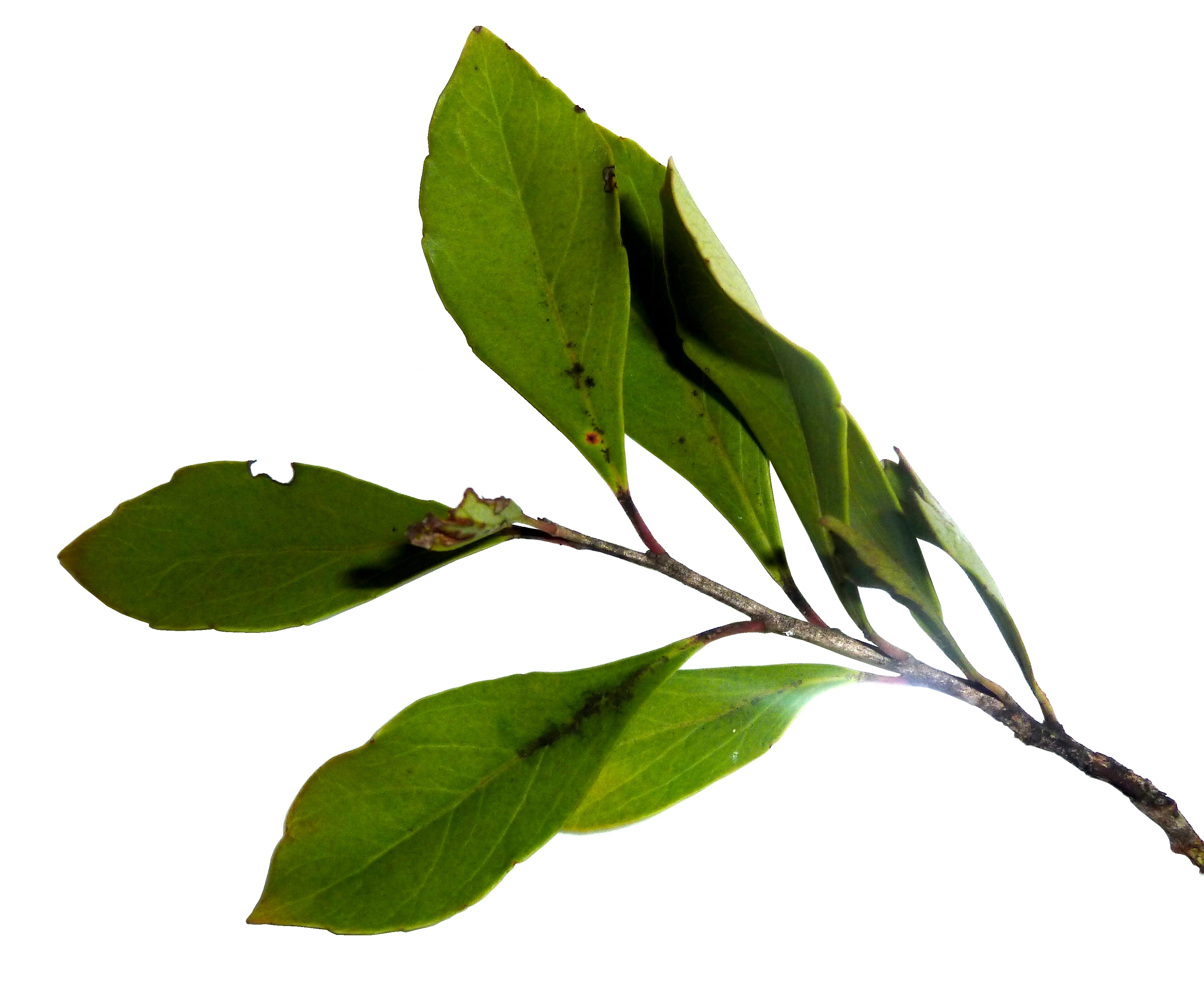